# 大阪府道142号正雀停車場線
大阪府道142号正雀停車場線（おおさかふどう142ごう しょうじゃくていしゃじょうせん）は、大阪府摂津市を通る一般府道である。

## 概要
摂津市正雀1丁目から摂津市千里丘1丁目に至る。
この府道は起点は阪急京都本線 正雀駅であるが、正雀駅から大阪府道147号正雀一津屋線との交点までは指定されていない。

### 路線データ
- 起点：大阪府摂津市正雀1丁目（正雀交差点、大阪府道147号正雀一津屋線起点）
- 終点：大阪府摂津市千里丘1丁目（千里丘交差点、大阪府道・京都府道14号大阪高槻京都線交点）

## 地理
起点から道は北西方面に進む。阪急京都本線の踏切を越えると左手に阪急電鉄正雀車庫がある。道はJR西日本東海道本線に突き当たるところにある三差路を右手に進む。ここから千里丘駅まではこの線路沿いに進む。千里丘駅前の交差点を左手に進み、JR西日本東海道本線をアンダークロスし、千里丘交差点に出る。

### 通過する自治体
- 大阪府
  - 摂津市

### 交差する道路
| 交差する道路                         | 交差する場所 | 交差する場所        |
| ------------------------------------ | ------------ | ------------------- |
| 大阪府道147号正雀一津屋線            | 正雀1丁目    | 正雀交差点 / 起点   |
| 大阪府道・京都府道14号大阪高槻京都線 | 千里丘1丁目  | 千里丘交差点 / 終点 |

### 交差する鉄道
- 阪急京都本線
- 東海道本線

### 沿線
- 阪急京都本線 正雀駅
- 大阪薫英女学院中学校・高等学校
- 大阪人間科学大学
- JR西日本東海道本線 千里丘駅